# 莫雷 (汝拉省)
莫雷（法語：Morez，發音：[mɔʁe]）是法国汝拉省圣克洛德区的一个旧市镇，位于该省东部。2016年1月1日，莫雷和相邻的另外2个市镇合并为新市镇上比耶讷，并成为了上比耶讷的委派市镇与政府驻地。

## 地名
该地名“Morez”发音为[mɔʁe]，末尾字母“z”不发音，《世界地名翻译大辞典》与《世界地名译名词典》将其误译作“莫雷兹”。

## 地理
莫雷（46°31'19"N, 6°1'20"E）面积9.67 平方千米，位于法国勃艮第-弗朗什-孔泰大區汝拉省，靠近法国和瑞士的边境，周围群山环绕，地势起伏，整个地区海拔为650米到1302米，铁路从高架桥穿过该地区。
与莫雷接壤的市镇（或旧市镇、城区）包括：隆绍穆瓦。
莫雷的时区为UTC+01:00、UTC+02:00（夏令时）。

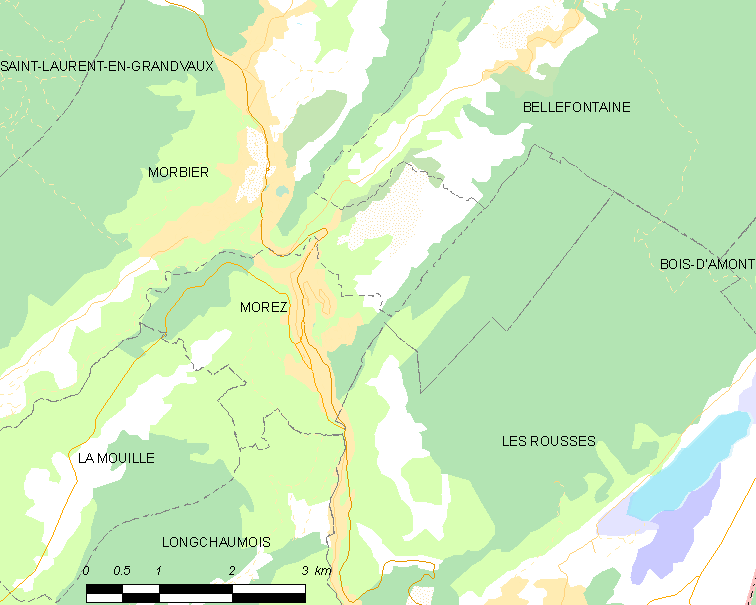
莫雷的OSM定位图

## 行政
莫雷的邮政编码为39400，INSEE市镇编码为39368。

## 政治
莫雷所属的省级选区为上比耶讷县。

## 交通
莫雷站也是法国的一个“人”字形车站之一。

## 文化
莫雷以其手工眼镜制品而闻名，2003年，眼镜博物馆落成对公众开放。由于地处汝拉自然公园的中心，旅游业也是其收入的一部分。

## 人口

1962-2008年间莫雷人口变化图示

莫雷于2018年1月1日时的人口数量为4813人。